# Novotsjeboksarsk
Novotsjeboksarsk (Russisch: Новочебоксарск, Tsjoevasjisch: Ҫӗнӗ Шупашкар; Şěně Sjoepasjkar) is een stad in Russische autonome republiek Tsjoevasjië. De stad ligt op 3 kilometer ten oosten van de Tsjoevasische hoofdstad Tsjeboksary, aan de zuidelijke oever van de Wolga. De stad heeft een oppervlakte van 36,7 km². De stad beschikt over een haven en een luchthaven.
Novotsjeboksarsk werd gesticht op 18 november 1960 als satellietstad van Tsjeboksary. De stad kende een grote groei, in 1978 was ze groter dan een vierkante kilometer en op 29 oktober 1983 werd de 100.000e inwoner geboren.
| 1970   | 1979   | 1989    | 2002    |
| ------ | ------ | ------- | ------- |
| 38.900 | 85.300 | 114.760 | 125.857 |

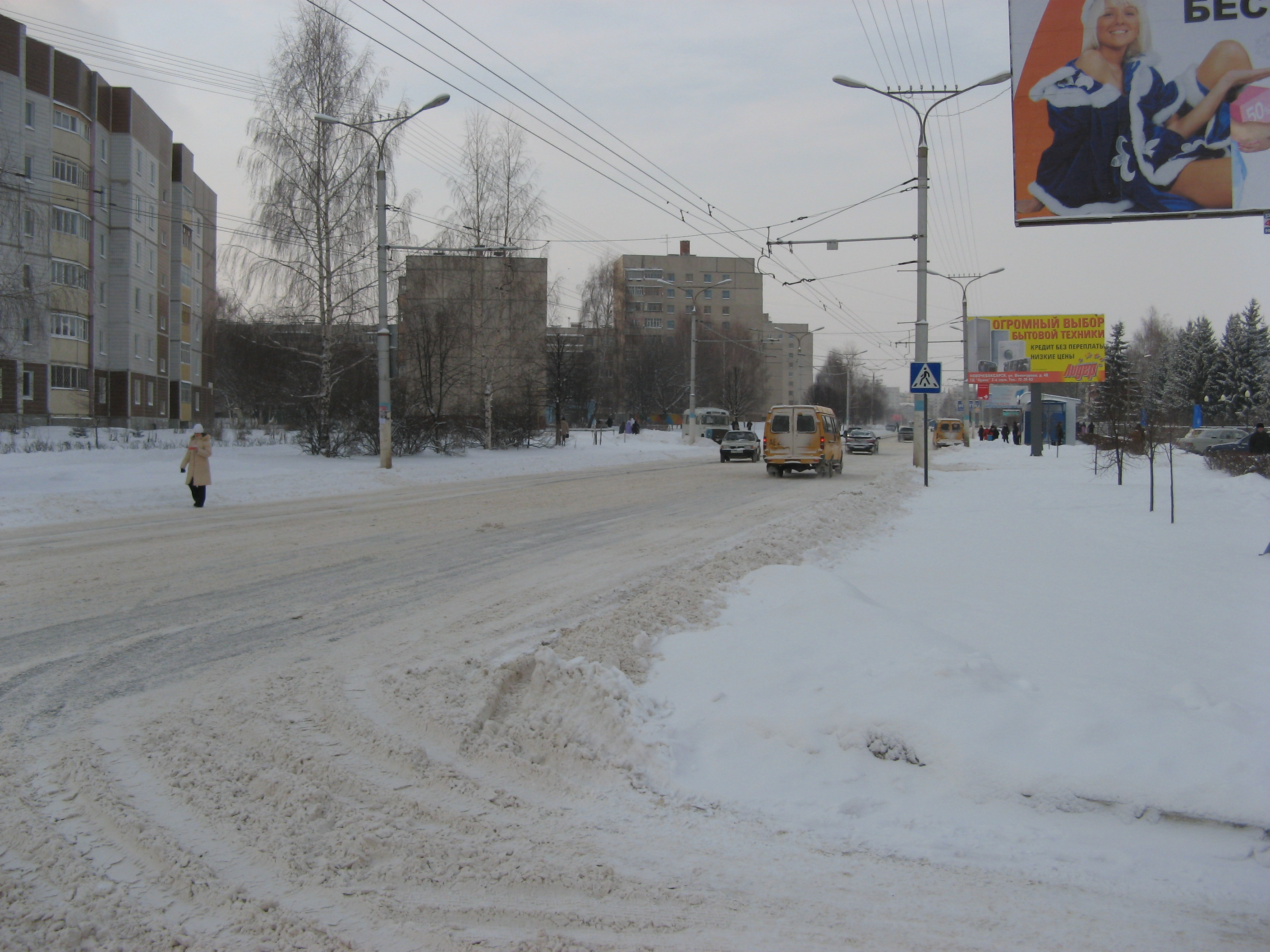
Winterbeeld

## Bekende inwoners
- Olga Jegorova - atlete

Bestuurlijk centrum: Tsjeboksary

Alatyr · Jadrin · Kanasj · Kozlovka · Mariinski Posad · Novotsjeboksarsk · Sjoemerlja · Tsivilsk